# Огинский, Казимир Доминик
Казими́р Домини́к Оги́нский (после 1660 — 10 октября 1733) — государственный деятель Великого княжества Литовского, воевода трокский (1710—1730) и виленский (с 1730). Староста горждовский, ушпольский, сейвейский и вижаньский.

## Биография
Представитель княжеского рода Огинских, сын Яна Самуиловича Огинского и его второй жены Иоанны Теодоры Нарушевич.
Избирался послом на сеймы в 1688, 1693, 1695, 1696, 1698, 1701—1702, 1703 и 1712 годах. Вместе с братом Григорием присоединился к шляхетской коалиции, выступавшей против засилья Сапег в Великом княжестве Литовском.
Во время борьбы за престол между Августом Сильным и Станиславом Лещинским поддержал Сандомирскую конфедерацию, выступавшую на стороне Августа Сильного. В 1729 году получил Орден Белого орла.
Занимался поэзией, произведения опубликованы не были.

## Семья и дети
Был женат с 1692 года на Элеоноре Войне (ум. 1738), от которой имел сына и четырёх дочерей:
- Юзеф Ян Тадеуш Огинский (ок. 1693—1736), генерал-майор войск литовских (1726), мечник великий литовский (1729), воевода трокский (1730—1736)[3]
- Марцибелла Огинская, муж — староста минский и маршалок надворный литовский Игнацы Завиша (ок. 1690—1738)
- Антонина Тереза Огинская (1720—1773), жена подскарбия великого литовского Яна Михаила Сологуба (ок. 1697—1748) и позже его сына Юзефа Антония (1709—1781)
- Елена Огинская (ок. 1701—1790), муж с 1739 года маршалок великий литовский и каштелян виленский, князь Игнацы Огинский (ум. 1775)
- Марианна Огинская (ум. 1763), муж с 1739 года каштелян мстиславский и витебский, князь Станислав Ежи Огинский (1710—1748)